# Бразилейра (Пиауи)

Бразилейра на карте штата.

Бразилейра (порт. Brasileira) — муниципалитет в Бразилии, входит в штат Пиауи. Составная часть мезорегиона Север штата Пиауи. Входит в экономико-статистический микрорегион Байшу-Парнаиба-Пиауиенси. Население составляет 7966 человек на 2010 год. Занимает площадь 880,911 км². Плотность населения — 9,04 чел./км².

## Демография
Согласно сведениям, собранным в ходе переписи 2010 г. Национальным институтом географии и статистики (IBGE), население муниципалитета составляет:
| Полное население                               | Полное население                               | Полное население                               | Полное население                               | 7966  |
| ---------------------------------------------- | ---------------------------------------------- | ---------------------------------------------- | ---------------------------------------------- | ----- |
| в том числе:                                   | Городское население                            | 3483                                           | Процент городского населения, %                | 43,72 |
|                                                | Сельское население                             | 4483                                           | Процент сельского населения, %                 | 56,28 |
|                                                | Мужское население                              | 4075                                           | Процент мужского населения, %                  | 51,15 |
|                                                | Женское население                              | 3891                                           | Процент женского населения, %                  | 48,85 |
| Плотность населения, чел/км²                   | Плотность населения, чел/км²                   | Плотность населения, чел/км²                   | Плотность населения, чел/км²                   | 9,04  |
| Население муниципалитета в % к населению штата | Население муниципалитета в % к населению штата | Население муниципалитета в % к населению штата | Население муниципалитета в % к населению штата | 0,26  |

По данным оценки 2016 года, население муниципалитета составляет 8159 жителей.

## Статистика
- Валовой внутренний продукт на 2003 год составляет 10 403 093 реалов (данные: Бразильский институт географии и статистики).
- Валовой внутренний продукт на душу населения на 2003 год составляет 1472,07 реалов (данные: Бразильский институт географии и статистики).
- Индекс развития человеческого потенциала на 2000 год составляет 0,58 (данные: Программа развития ООН).